# Paris School of Business
Paris School of Business (precedentemente ESG Management School) è una Business School che fu fondata a Parigi nel 1974 ed una delle più prestigiose Business School.
Composta attualmente da 2 campus in Francia (Parigi e Rennes), la Grande école PSB è estremamente selettiva e si prefigge di preparare alle massime funzioni dirigenziali studenti ad alto potenziale, postgraduate ed executive.
PSB è accreditata Conférence des grandes écoles e AMBA.